# ミッション地区

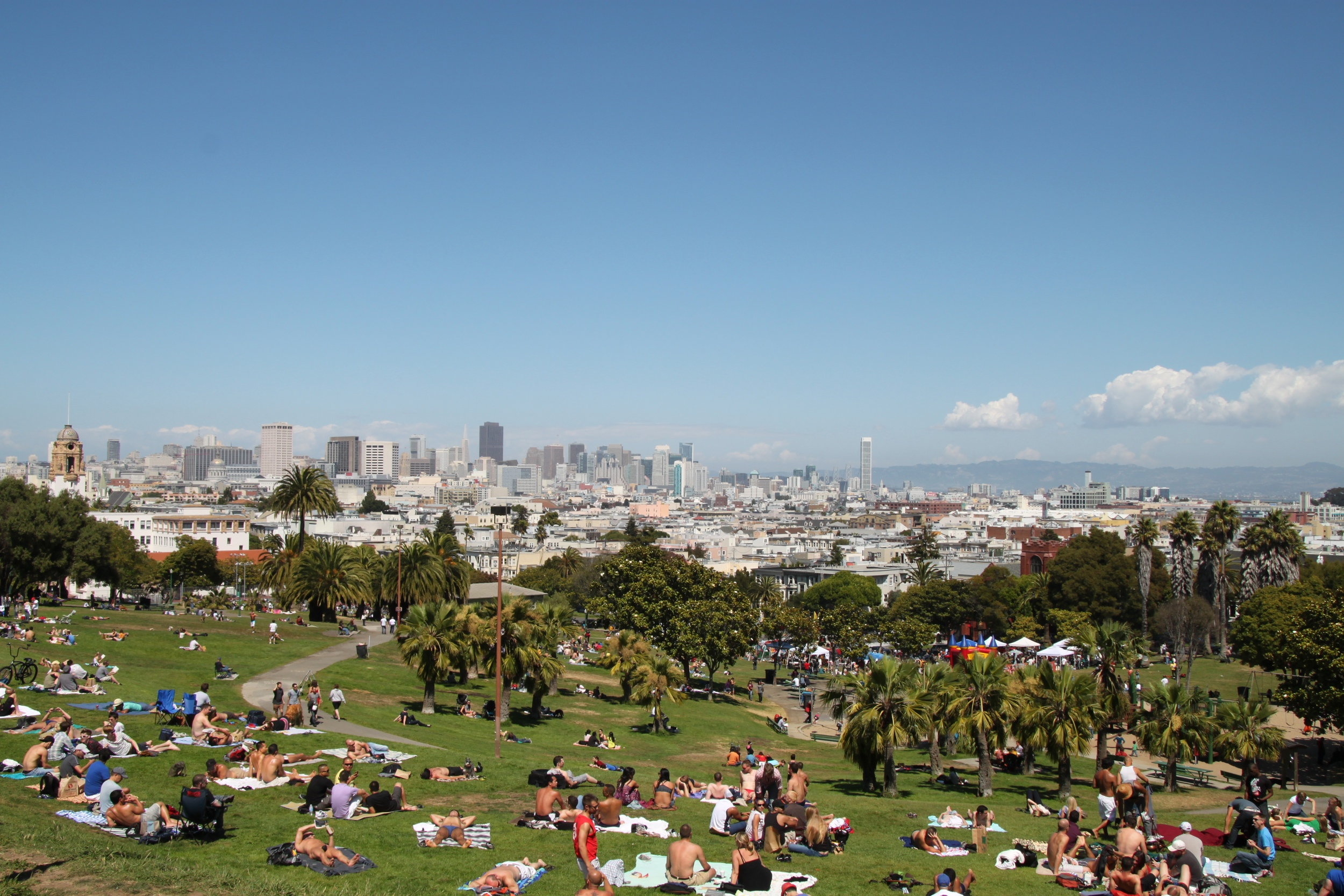
ミッション地区のドロレス公園

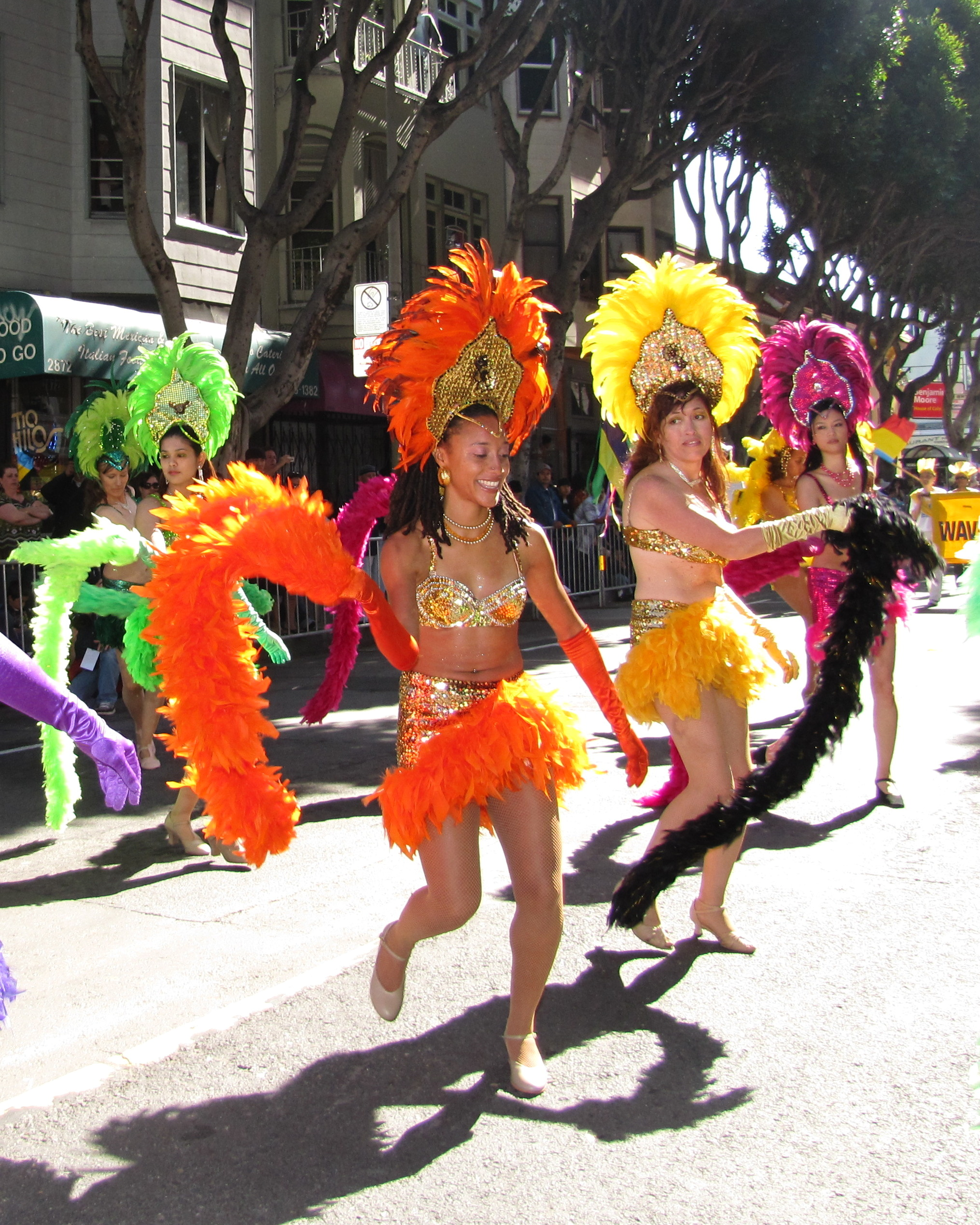
2ミッション地区でのカーニバル（24番街で、2010年）

ミッション地区（ミッションちく、英語: Mission District、スペイン語: Distrito de la Misión）は、カリフォルニア州サンフランシスコの地区の1つ。サンフランシスコで最も古い地区の1つで、その名称は1776年にスペイン人によって建てられた「アッシジのフランチェスコ伝道所」（ミッション・サンフランシスコ・デ・アシス）に由来する。この地区は歴史的に、市内のチカーノ（メキシコ系アメリカ人）のコミュニティでも最も注目すべき中心地の1つである。
ミッション地区は、北端のマーケット通りからバレンシア通りを中心に、南は24丁目まで、有数の観光地になっており、多くのレストランやカフェなどが並ぶ。サンフランシスコ風ブリート（ミッション・ブリート）の発祥地ともいわれる。

## 参照項目
- サンフランシスコの市街地区